# Gebirgstruppe (Österreich)

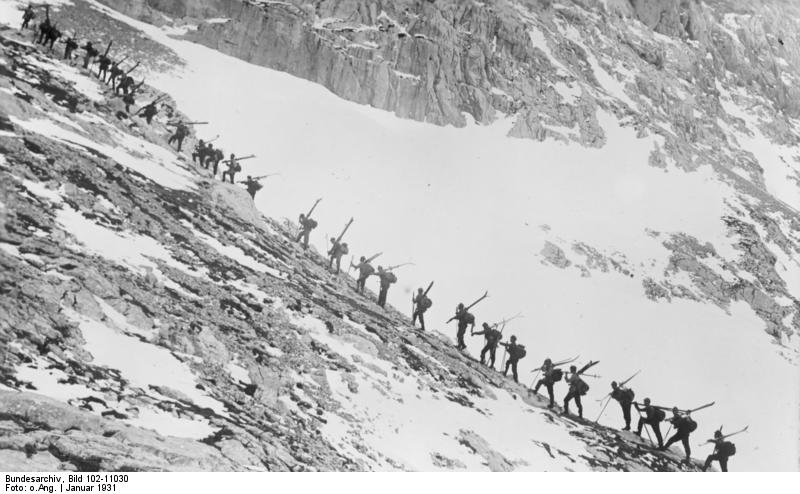
Österreichische Alpenjäger 1931 auf dem Dachstein

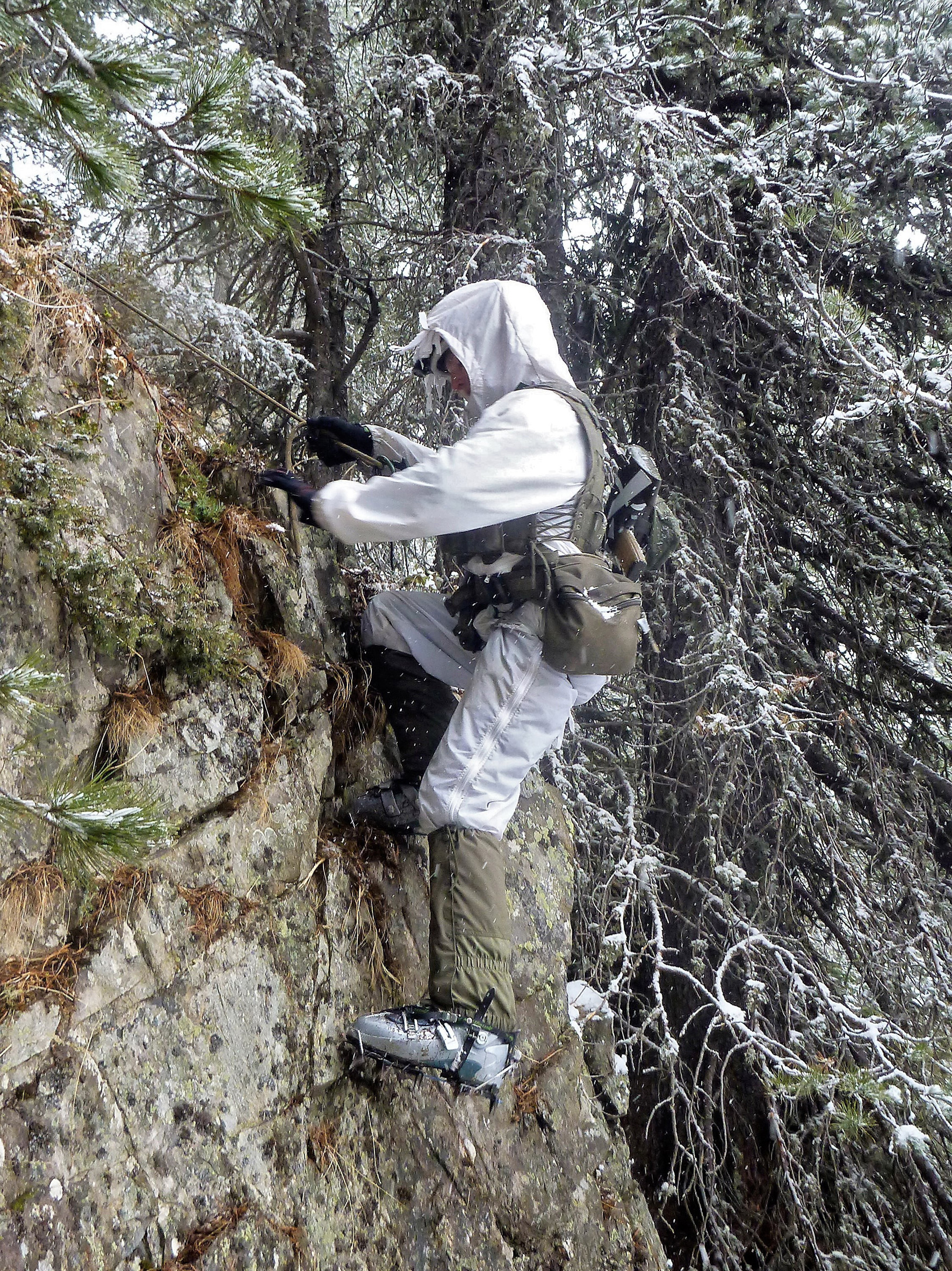
Gebirgsspezialist der 24er Hochgebirgsjäger an einer Abseilstelle

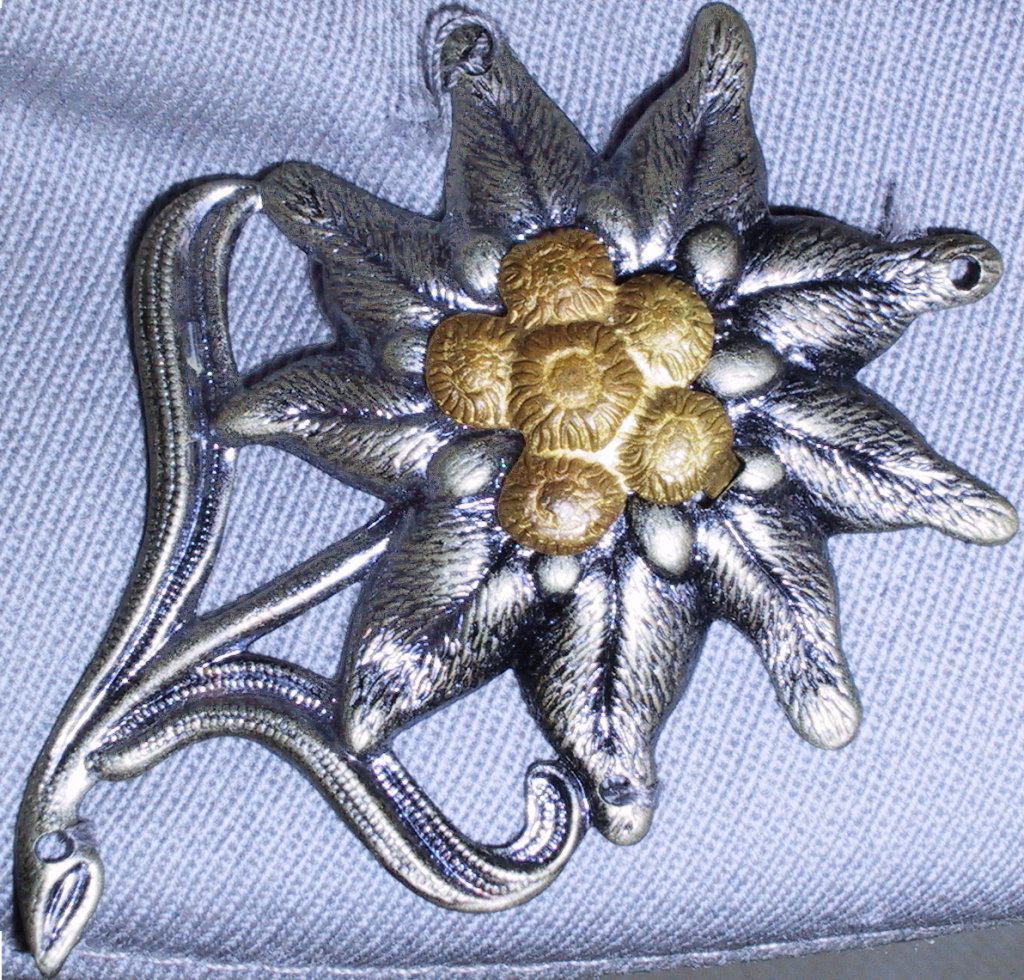
Mützenabzeichen der deutschen Gebirgstruppe (ebenfalls getragen in Österreich und Polen)

Die Gebirgstruppe Österreichs sind die für den Gebirgskrieg ausgebildeten und ausgerüsteten Truppenteile des Österreichischen Bundesheeres.

## Vorläufer
Bereits in den Österreichisch-Ungarischen Landstreitkräften gab es eine k.k. Gebirgstruppe. Nachdem zunächst die Tiroler Schützen als Miliz Aufgaben einer Gebirgstruppe wahrnahmen, wurden 1906 nach dem Vorbild der italienischen Alpini drei Regimenter Landesschützen  und danach noch zusätzlich zwei Landwehr-Infanterieregimenter (Nr. 4 und Nr. 27) zu Gebirgstruppen umgewandelt. Seit 1907 trugen österreichische Gebirgstruppen das Edelweiß als Waffengattungszeichen zunächst am Jackenkragen.
Auch das Bundesheer der 1. Republik und des Ständestaates unterhielt Gebirgstruppen (Stand 1938):
- Kärntner Alpenjägerbataillon Nr. 1
- Osttiroler Alpenjägerbataillon Andreas Hofer Nr. 3
- Vorarlberger Alpenjägerbataillon Nr. 4
- Kärntner Alpenjägerbataillon Nr. 5
- Oberösterreichisches Alpenjägerregiment Kaiserin Maria Theresia Nr. 8
- Steirisches Alpenjägerregiment Feldmarschall Conrad von Hötzendorf Nr. 10
- Steirisches Alpenjägerregiment Feldmarschall Daun Nr. 9
- Tiroler Jägerregiment
- Tiroler Landesschützenregiment Dr. Dollfuß

Nach dem Anschluss Österreichs wurden Alpenjägerbataillon Nr. 4 und Tiroler Landesschützenregiment Dr. Dollfuß aufgelöst. Die anderen Gebirgstruppen des Bundesheeres wurden in die Wehrmacht überführt und gingen mit dieser im Zweiten Weltkrieg unter.

## Die Gebirgstruppe in der 2. Republik Österreich
Bei Gründung des Bundesheeres verzichtete Österreich zunächst darauf, spezielle Gebirgsjägereinheiten aufzustellen, auch gelten die Gebirgsjäger beim Bundesheer nicht als eigene Waffengattung, sondern zählen zur Waffengattung Jäger. Erst mit der Heeresgliederung von 1956 wurden vier Gebirgsbrigaden sowie eine Hochgebirgskompanie aufgestellt, die aber 1962 wieder aufgelöst wurden.
Bei der Heeresgliederung 92/98 erhielt die 6. Jägerbrigade den Zusatz hochgebirgsbeweglich und wurde in der Folgezeit sowohl materiell als auch strukturell an den Gebirgskampf angepasst. Außerdem erhielt sie mit dem Edelweiß auch das traditionelle Abzeichen der Gebirgsjäger, das im Bundesheer mit dem Stiel nach hinten an der linken Seite der Feldkappe befestigt wird. Ab 1999 ergingen dann verschiedene Vorschriften für den Gebirgskampf.
Zur 6. Gebirgsbrigade gehören:
- Brigadekommando mit Sitz in Absam, Tirol
- Stabsbataillon 6 in Tirol
  - Tragtierzentrum in Hochfilzen (Einheit des Stabsbataillon 6), deren Haflinger wertvolle Dienste leisten
- Jägerbataillon 23 in Bludesch in Vorarlberg und Landeck, Tirol
- Jägerbataillon 24 in Lienz in Osttirol und St. Johann, Tirol
- Jägerbataillon 26 in Spittal/Drau, Kärnten
- Pionierbataillon 2 in Salzburg, Wals